# Rhinella atacamensis
El sapo atacameño (Rhinella atacamensis) es una especie de anfibio anuro perteneciente a la familia Bufonidae.
Es endémico de Chile. Su hábitat natural corresponde a ríos, pantanos de agua dulce, manantiales, y estanques.
Su peso adulto varía entre 90 y 140 g, y su tamaño entre 6 y 10 cm. Se alimenta invertebrados como insectos y arácnidos, a la vez que son parte de la alimentación de mamíferos, aves, peces y reptiles.